# Biosfeer
De biosfeer is het gedeelte van de Aarde waar leven mogelijk is en bevindt zich in de hydrosfeer, de atmosfeer en de lithosfeer.

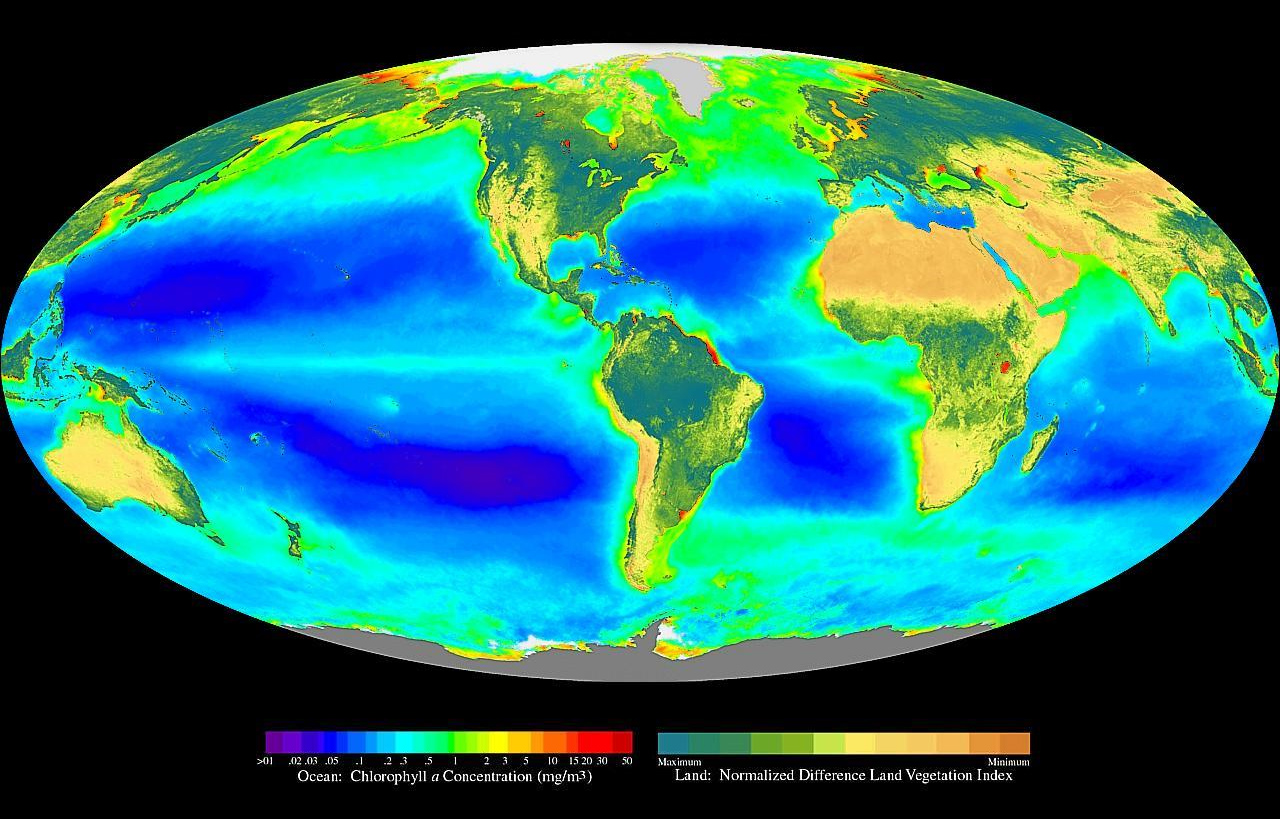
Deze samengestelde afbeelding geeft een indicatie van de grootte en de distributie van de primaire productie over de hele wereld, zowel in de oceanen (mg/m^{3} chlorofyl a) en op het land (genormaliseerde index van het verschil in de vegetatie).

De biosfeer is het leefgebied van alle aardse organismen; in de vaste aardbodem is de biosfeer met uitzondering van bacteriën enkele meters diep, in de lucht is hij acht kilometer hoog tot waar er voldoende zuurstof is, en in het water strekt hij zich uit tot op zeer grote diepten van soms 11 km (in diepzeetroggen).
De Aarde absorbeert 70% van het zonlicht, voornamelijk door de atmosfeer en het aardoppervlak. 1% hiervan wordt opgenomen door planten en wieren via de fotosynthese. De overige 30% wordt gereflecteerd. De zon is een grote bol bestaande uit waterstofgas. Door kernfusies wordt dit gas omgezet in helium en tijdens de omzetting komt er enorm veel energie onder de vorm van straling vrij. De zonneconstante bedraagt zo'n 8,6 kJ/cm²/minuut of 1360,8 ± 0,5 W/m².
Waarom warmt de Aarde dan niet op bij zo'n grote absorptie van zonlicht? De geabsorbeerde energie blijft immers slechts tijdelijk op Aarde. Wat op de Aarde terechtkomt is zonne-energie. De Aarde geeft deze energie onder de vorm van warmte weer af. Alleen in fossiele brandstoffen kan de energie miljoenen jaren blijven. De biosfeer kan bijgevolg niet functioneren zonder zonne-energie.

## Productiviteit
Producenten vormen uit twee eenvoudige anorganische stoffen één complexe organische stof: CO2 (koolstofdioxide) en H2O (water) worden fotosynthetisch omgevormd tot glucose en zuurstof. Dit noemt men de plantenbiomassa en wordt uitgedrukt in kJ/m² of kg/m². Voor 1 gram plantenbiomassa is 17 kJ zonne-energie nodig.

## Kringlopen
In en op de Aarde vinden verschillende biogeochemische kringlopen plaats, zoals de koolstofkringloop, stikstofkringloop en de waterkringloop. De rol van de geologie hierin is voornamelijk de verwering en het vervolgens afspoelen in sedimenten (de afzetting).
Biologisch zorgen planten en dieren voor uitwerpselen en ander afval die dan in de bodem geraken met regenwater, bodemdiertjes en micro-organismen. Enkele chemische processen die een rol spelen, bijvoorbeeld in de stikstofkringloop zijn de stikstoffixatie, de nitrificatie en de denitrificatie.

## Historische context
De naam biosfeer werd voor het eerst gebruikt door de geoloog Eduard Suess (1831 - 1914) in 1875. Suess scheen er een soort enveloppe van levende materie mee te bedoelen, die de vaste Aarde omvat. Het idee werd opgepikt door twee vooraanstaande geleerden, Victor Moritz Goldschmidt (1888 - 1947) en Vladimir Vernadski (1863 - 1945).
Vernadski zag de Aarde als een groeiend systeem, dat langzaam steeds ingewikkelder wordt. Hij verdeelde dit systeem in een geosfeer (de vaste Aarde), een biosfeer (alle levende en dode organismen, de oceanen, bodems en de troposfeer) en een noösfeer (het menselijke bewustzijn). Vernadski's theorie laat een wetmatige groei zien van het systeem Aarde naar steeds grotere complexiteit: het ontstaan van de biosfeer veranderde de geosfeer, het ontstaan van menselijk bewustzijn beïnvloedde de biosfeer.
Goldschmidt had een veel strictere definitie van de biosfeer die alleen alle levende (dus geen dode) organismen bevat. Deze visie is in het Westen de algemeen heersende geworden, terwijl andere benamingen voorkomen voor de atmosfeer, hydrosfeer (al het water), cryosfeer (al het landijs) en pedosfeer (de bodem).